# 西野皓三
西野 皓三（にしの こうぞう、1926年10月29日 - 2021年 6月5日）は、西野バレエ団の創始者で西野流呼吸法・西野塾主宰者。

## 経歴・人物
大阪府生まれ。大阪市立医学専門学校（大阪市立医科大学を経て、現在の大阪市立大学医学部）在学中、宝塚歌劇団男子部に2期生として入団した。本格的なバレエを習得するために東京の東勇作バレエ団に「内地特別留学生」として宝塚に籍を置きながら1年間派遣され、その後は宝塚歌劇団・宝塚音楽学校でバレエ教師として生徒に教えるかたわら振付を担当した。1951年、ニューヨークのメトロポリタン・オペラ・バレエスクールに留学した。1953年、西野バレエ団を結成した。日本各地で古典バレエからコンテンポラリー作品まで数多くの作品を上演しその構成・演出・振付を行う。同時にバレエ評論家として読売・朝日・毎日など各新聞紙上にバレエ評を執筆した。
1958年から読売テレビのバレエ番組『バレエ・オムニバス』、その後『エビオス・バレエ劇場』の構成・振付を担当した。1964年からNHK総合『歌のグランド・ショー』の企画・作・構成を担当した。1967年より日本テレビ『レ・ガールズ』の企画・作・構成など数多くのテレビ番組を手がける。松竹・西野バレエ団提携作品映画も複数手掛ける。
1969年、ブラジル国際音楽祭にプロデューサーとして出席した。1971年よりチリ国際音楽祭に審査員として連続して担当した。1971年、IMIC国際音楽会議に出席した。
1975年に50歳で合気道に入門した。合気道本部で道主・植芝吉祥丸に師事した。合気道師範・合気会評議員となる。1981年、大気拳師範・澤井健一に師事した。中国拳法師範となるほか、医学・バレエ・武道の経験と新たな閃きにより健康法「西野流呼吸法(Nishino Breathing Method）」を創始した。「気の力」によって相手を触れずに吹き飛ばすデモンストレーション（対気）を行いテレビでも放映され話題となった。東京（渋谷区松濤）と大阪（天王寺区寺田町）に医学とバレエの体の動きとメカニズムから西野流呼吸法を開発し教室「西野塾」を開き、毎日塾生達に稽古をつけていた。塾生には医者・大学教授・経営者・芸術家・弁護士をはじめ主婦・会社員・学生など6歳から90歳代までの老若男女がいる。西野流呼吸法の科学的解明をめざし国内外の研究機関・大学との共同研究を開始した。医学ジャーナル誌“Evidence-based Complementary and Alternative Medicine”（eCAM）（論文3、4、5）や”Neural Plasticity"（論文1）に論文が掲載されている。
医学関係の学会にも多数招聘され講演（主な講演1－10）を行う。
大阪国際女子大学客員教授・大阪市立大学大学院医学研究科客員研究員を歴任した。
2021年6月5日、心不全のため東京都内の自宅で死去した。94歳没。死去の事実は2022年2月22日に発表された。
西野の訃報を知り、8歳の時から西野バレエ団で指導を受けていた金井克子は「先生と私のテレビデビューをきっかけに、東京に来たのが思い出されます。」と懐かしんだ。最後に話したのは約2年半前で「先生からお電話をいただき、私が出演している健康食品のCMを褒めてくださった。」という。「本当に先生には長い間、お世話になりました。」と感謝していた。また、同バレエ団から16歳でデビューした奈美悦子は「たくさんの生徒の中から『この子や!』と選んでいただき、とても大切に育てていただきました。」と感謝した。多くのことを教わったという。最後に会ったのは3年前で「ぎゅっと力強く抱きしめていただいたのが最後になりました。先生の『ナミちゃん頑張ってるなぁー』の言葉、もう聞けないのが寂しいです。」と別れを悲しんだ。

## 西野バレエ団
1953年に結成し、大阪・帝塚山に活動拠点を置いた。1954年、西野バレエ団旗揚げ公演で『ジゼル』（全曲）『若者と死』、『胡桃割り人形』を上演した。
当初はその名が示すとおりバレエダンサーの育成が中心だったが、1960年代以後のテレビブームが引き金となってテレビ番組に進出し、これを機に活動の場を東京・渋谷（のち松濤）へ移した。こうして金井克子、原田糸子、由美かおる、奈美悦子、江美早苗、岸ユキ、志麻ゆき（後の四角佳子）、麻田ルミ、島田歌穂などを輩出した。中でも、金井、原田、由美、奈美、江美は、バレエ団内のユニット「レ・ガールズ」として活動した。
晩年はバレエ公演はほとんど行わず、芸能プロダクション、西野流呼吸法普及のための活動が中心となっていた。

## 著書
- 『由美かおる美しくなるための合気道』講談社, 1983.9
- 『西野流呼吸法 : Biospark』講談社, 1987.10
- 『"気"の発見 西野流呼吸法の奇跡 あなたの潜在力が一気に覚醒する』(ノン・ブック) 祥伝社, 1989.12 のち文庫
- 『"気"知的身体の創造 西野流呼吸法』講談社, 1990.9
- 『"気"の奥義 西野流呼吸法 身体と心が一変し、人生が開ける』祥伝社, 1992.10
- 『細胞で考える 知性の彼方に"自在の人生"がある』クレスト社, 1993.10
- 『「気」の贈りもの 西野流呼吸法』 (ウェルネスブック 求竜堂, 1993.10
- 『"気"の超力 若さが甦る 細胞の知恵を活用』実業之日本社, 1995.1
- 『西野流「気」の極意 「身体知」で明日を拓く』(講談社+α文庫)1996
- 『西野流「気」・身体知で人生に克つ 七人のエキスパートによる自己検証』講談社, 1996.10
- 『身体知の誕生七つの法則』小学館, 1997.1
- 『「生命力」を育てる 人間の正体-その精髄に迫る』クレスト社, 1997.11
- 『人生は「呼吸」で決まる 西野流呼吸法・体験者100人の実証』実業之日本社, 1998.6
- 『生きる力は「呼吸」で決まる 西野流呼吸法・体験者90人の証言』監修. 実業之日本社, 2001.1
- 『生きるパワー西野流呼吸法 七つの法則』(ちくま文庫) 2003.12
- 『生命エネルギーを高める西野流呼吸法』 (知的生きかた文庫) 三笠書房, 2003.4
- 『呼吸力を鍛える 西野流呼吸法』PHP研究所, 2004.12
- 『西野流呼吸法生命エネルギーの躍動』講談社, 2004.3
- 『自己エネルギー昂揚 西野流呼吸法』学習研究社, 2005.8
- 『生命エネルギー「気」の真髄 西野流呼吸法』(講談社+α文庫 2010.4

- （英語）Kozo Nishino, The Breath of Life, Using the Power of Ki for Maximum Vitality. Japan: Kodansha International Ltd., ISBN 4-7700-2022-8
- （フランス語）Kozo Nishino, Le Souffle de Vie, Utiliser le Pouroir du Ki. Paris, France: Guy Tredaniel Editeur,ISBN 2-84445-027-X
- （イタリア語）Kozo Nishino, Il Respiro Della Vita, La massima vitalità dalla forza del Ki, Esercizi di Respirazione facili, efficaci, completamente illustrati. Roma, Italy: Edizioni Mediterranee, Via Flaminia ISBN 88-272-1256-6

## 主要論文
- Spinal fMRI of Interoceptive Attention/Awareness in Experts and Novices. Neural Plasticity Volume 2014,Article ID679509, 7, doi:10.1155/2014/679509
- 気の科学検証と健康長寿革命、日本咬合学会雑誌、2010；6Vol.13,No.1、71-76
- Ki-Energy(Life-Energy) Stimulates Osteoblastic Cells and Inhibits the Formation of Osteoclast-like Cells in Bone Cell Culture Models. eCAM 2007;4(2)225-232
- Ki-Energy (Life-Energy) Protects Isolated Rat Liver Mitochondria from Oxidative Injury．eCAM 2006;3(4)475-482
- Growth inhibition of cultured human liver carcinoma cells by Ki-energy (life-energy): Scientific evidence for Ki-effects on cancer cells. eCAM 2005; 2(3) 387-393,
- The Concept of Ki and the Nishino Breathing Method. The 4th International Congress of Traditional Asian Medicine, Proceedings part Ⅰ, 1994；August,148-170